# Gránulo (ingeniería)

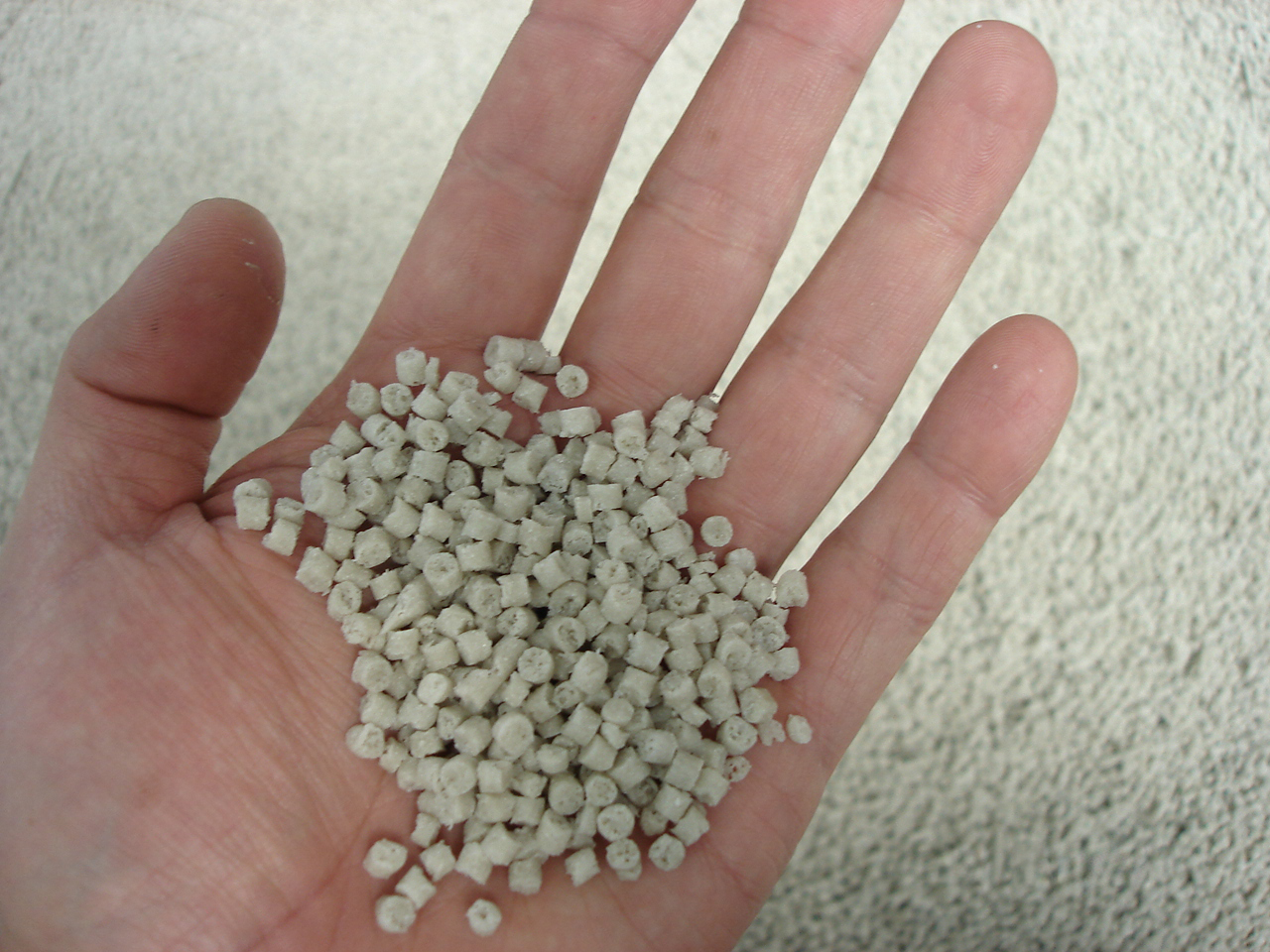
Gránulos de un polímero biodegradable.

Son presentados en forma de gránulos los materiales que por sus características deben ser utilizados con un tamaño de partícula estándar.
En polímeros se utilizan granulos de polímero, gránulos de concentrado de color y de aditivos para la fabricación de perfiles o piezas moldeadas por inyección o extrusión, rotomoldeo, etc.
El tamaño de los gránulos depende de lo que se quiera fabricar y también depende del proceso de obtención. 

## Granuladora de navaja
Las granuladoras de navaja producen los gránulos de polímero al cortar simplemente los hilos que han salido del extrusor y se encuentran a temperatura ambiente. Estas granuladoras de navaja pueden poseer una sola navaja que sube y baja o varias navajas colocadas en un tambor giratorio que permite un corte homogéneo.
El tiempo y velocidad con la cual giran estos tambores determina el tamaño final del gránulo de polímero, sin embargo el diámetro del mismo dependerá de la tensión aplicada al hilo con la cual su diámetro se reduce.
Las desventajas de estas granuladoras son el atascamiento que ocurre de forma regular, la posibilidad de cortar material caliente que posteriormente se vuelva a unir por efectos de calor y el desgaste de la navaja.
En términos económicos son la opción más barata para granular polímero extruido.

## Granuladora bajo el agua
Las granuladoras que producen el corte bajo el agua logran que los polímeros aun fundidos caigan en un medio más frío, agua generalmente y por efectos de transporte de calor se solidifiquen. Por esta técnica son producidos los gránulos típicamente de forma esférica; mientras que los gránulos hechos con navaja tienen forma cilíndrica.
Las granuladoras subacuáticas son mucho más eficientes, producen gránulos de volumen más homogéneo y de volumen controlado. La desventaja de este tipo de granuladoras es el costo inicial de inversión en el equipo.